# بادله‌کوه
دهیار=مهندس منصور شبستانی
بادله کوه یکی از روستاهای دهستان رودبار بخش مرکزی شهرستان دامغان است. که زبان مردمش مازندرانی است. این روستا تا سال ۱۳۶۷ از روستاهای دهستان پشتکوه سورتیچی بخش چهاردانگه شهرستان ساری شمرده می‌شد.
بر پایهٔ سرشمارس سال 1395 جمعیت این روستا 99خانوار و 313 نفر بوده‌است.
این روستا مرز بین استان سمنان ومازندران میباشد. شغل عمده اهالی دامداری سبک و کشاورزی است. مرتفع ترین روستا در شهرستان دامغان میباشد
.فامیلی های شبستانی.،عالیشاهی،علی بیکی، جشن، ساکنان این روستا هستند.
محصولات طبیعی این روستا از جمله زرشک کوهی، هلو جنگلی، سبزی کوهی، کاندس، ولیک،.......
همچنین محصولات لبنی از جمله کشک، ماست، پنیر، لور، اروشه، سر شیر، قرقروت که در سطح شهرستان برند میباشند.
از جمله محصولات کشاورزی میشه. به لوبیا، گوجه، سیب زمینی. سیب درختی اشاره کرد.
چشمه های خروشان فراوانی در روستای بادله کوه هستش که از جمله انها. چشمه ماست کره، ابشار بسیار زیبای وادار. ابشار کیلم دونی، می توان نام برد.
در روستای بادله نمیشه از جنگلهای زیبا، بکر وپرتراکم هیرکانی بازدید کرد ولذت نبرد. گونه های حیوانی بز کوهی خرس قهوه ای گراز، خوک، گوزن، گرگ، پرنده هایی. همچون شاهین، عقاب،سره چشم انداز زیبایی به جنگل میدهد.

هم‌چنین این روستا مرز پارک ملی پابند می‌باشد.
قلعه تپه بادله کوه در محدودهٔ این روستا واقع شده‌است

## بادله کوه در کتاب‌ها
- در لغت‌نامهٔ دهخدا دربارهٔ این روستا چنین آمده است:

«بادله کوه . [ دِ ل ِ ] (اِخ) دهی است از دهستان پشت‌کوه سورتجی بخش چهاردانگهٔ شهرستان ساری. در ۳۶ هزارگزی خاور کیاسر قرار دارد. منطقه‌ای است کوهستانی سردسیر با ۶۴۰ تن سکنه که به زبان مازندرانی تکلم می‌کنند. آبش از چشمه‌سار و محصولش غلات و ارزن و شغل مردمش زراعت و حشم‌داری و مکاری و صنایع دستی زنانش شال و کرباس و گلیم‌بافی و راهش مالرو می‌باشد. عده‌ای از مردان زمستان برای تأمین معاش به حدود نکا و بهشهر به کارگری می‌روند.»
- در سفرنامهٔ کلنل برسفرد لوات این‌گونه می‌خوانیم:

در یک دره در کنار یکی از این رودخانه‌ها قریه کله‌سر یا کله‌هزار واقع است و قریب هشتاد خانه پانصد نفر جمعیت دارد. اطراف ده هر قطعه زمین مناسبی را زراعت کرده بودند. از این دره که گذشتیم به قریه سورت رسیدیم چشمه‌های آب گوگردی که سابقاً ذکر شد در حوالی این قریه واقع است. در این کوه‌ها درخت‌های سروکوهی زیاد دارد. در سمت شمال راه در کمرکوهی قریه است موسوم به بدله (بادله کوه) که قریب هفتصد نفر جمعیت دارد.

## بن‌مایه
1. ↑  «پروژه راهسازی روستای بادله کوه دامغان در دهه فجر افتتاح می‌شود». خبرگزاری مهر. پارامتر |پیوند= ناموجود یا خالی (کمک)
2. ↑  «بادله کوه». لغتنامه دهخدا. بایگانی‌شده از اصلی در ۹ دسامبر ۲۰۱۴. دریافت‌شده در ۲۱ ژوئن ۲۰۱۳.
3. ↑  مسیح ذبیحی، استرآبادنامه، ۱۳۶۵ صفحهٔ ۲۴۱–۲۴۸